# Baiona (kommun)
Baiona är en kommun i Spanien. Den ligger i provinsen Pontevedra i den autonoma regionen Galicien i nordvästra delen av landet, 500 km väster om huvudstaden Madrid. Antalet invånare är 12 380 (2024). Arean är 34,47 kvadratkilometer.